# Julia Navarrete
Julia Navarrete Stagnaro (Lima, Perú, 1938) es una pintora peruana, considerada como una de las más importantes representantes de la abstracción en su país. Desde sus inicios, su actividad ha estado ligada a la docencia en la Pontificia Universidad Católica del Perú. 

## Biografía

### Estudios
Realizó sus estudios en la Escuela de Artes Plásticas de la Pontificia Universidad Católica del Perú entre los años de 1958 y 1963, graduándose con el primer puesto de su promoción. En 1964 continúa sus estudios de posgrado en París, gracias a una beca que le otorga la Embajada de Francia. Ingresa a L´Ecole des Beaux Arts, donde destaca en la especialidad de litografía. En 1966 finaliza sus estudios, y al año siguiente regresa al Perú donde se incorpora a la Escuela de Artes Plásticas de la Pontificia Universidad Católica del Perú como docente de pintura, dibujo y composición, cargo que mantiene hasta el día de hoy. 

## Obra plástica
En sus inicios, sus obras consistían en dibujos y óleos. Figuras o esencias figurativas, hechas en tinta sobre papel, que representaban formas femeninas desnudas que podrían ser identificadas dentro de una figuración-expresionista. Con el tiempo, la artista se empieza a decantar por el color entre los que predominaban los amarillos, los fucsias y los azules. En este segundo momento, el color adquiere una intensidad y una virulencia que irá cerrándose entre 1975 y 1976. Desde allí se puede identificar un tercer periodo, que inicia algunos años antes de 1980, en donde Navarrete adopta el lino como soporte para desarrollar una técnica basada en las transparencias. Aquí las formas tienden a desaparecer bajo toques de carbón que, delicadamente, hacen desaparecer la pintura. Un cuarto momento se manifiesta a través de suaves movimientos de transparencias y un distinto acercamiento a la masa compacta del color, una desmaterialización que se puede interpretar, según el crítico Silvio de Ferrari, como una suerte de néant, entendido como la disolución que en la apariencia de la ausencia contiene lo invisible.

## Exposiciones
En 1968, participa en la III Bienal de Arte Iberoamericano de Ibiza en España. 
En 1974 participa en su primera exposición individual en Lima.
En 1975 participa en la XIII Bienal de Sao Paulo. 
En 1976 realiza una exposición individual en la Galería Forum en Lima. 
En 1977 participa de la muestra de Arte actual de Iberoamericana en España. 
En 1985 realiza una exposición individual en el Museo Forma de San Salvador
En 1986 Se realiza una exposición antológica de sus obras de 1972 hasta 1986.a cargo del Centro Cultural de Miraflores.
En 1989 participa en la I Bienal COSAPI en el Museo de Arte de Lima (MALI).
En 1994 representa al Perú en la XXII Bienal de Sao Paulo, IV Bienal Internacional de Pintura de Cuenca y en el Encuentro de Artes Plásticas de Guadalajara.
En 1996 representa al Perú en la exposición realizada en el Museo de Arte Contemporáneo de Santiago con motivo de la Cuarta Cumbre Iberoamericana de Mandatarios. Además, expone en la colectiva Pintura peruana contemporánea década de los ' 90, Homenaje a Juan Acha.
En 1999 participa en una exposición, en el Karsh-Masson Gallery en Otawa, Canadá.
En 2015 realiza su muestra individual Intersticios en la Galería Lucia de la Puente.

## Premios y distinciones
En 1964, obtiene el Premio Estímulo, en el IV Concurso de Pintura del ICPNA de Lima.
En 2002, recibe el Premio de Teknoquímica, Lima.

## Colecciones
Su obra está presente en diversas colecciones públicas en el Perú y en el extranjero, como el Museum of Modern Art of Latin America, Washington D. C., EE.UU; Museo Forma, El Salvador, San Salvador; Museo del Banco Central de Reserva del Perú; Ministerio de Relaciones Exteriores del Perú; Fondo Artístico de la Pontificia Universidad Católica del Perú; University of Essex, Reino Unido.